# Cấp độ an toàn sinh học

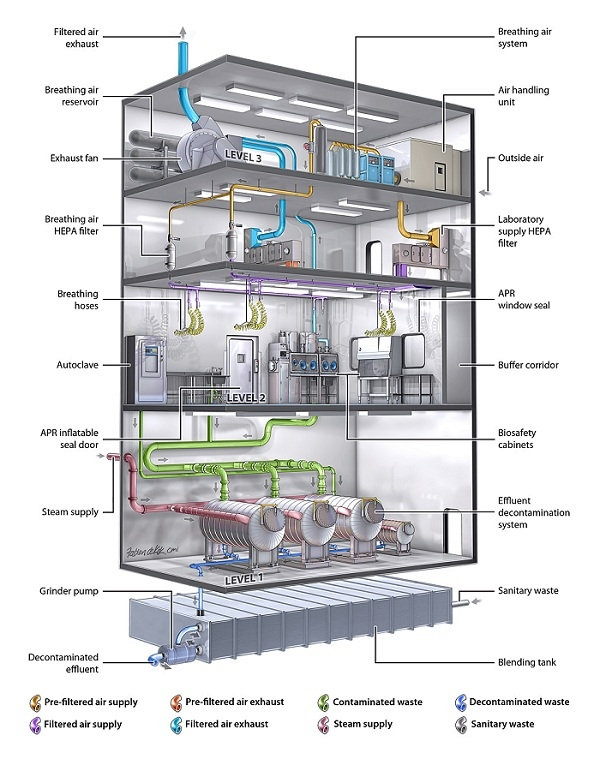
Các tính năng cần thiết của phòng thí nghiệm an toàn sinh học cấp 4 (BSL-4)

Cấp độ an toàn sinh học (tiếng Anh viết tắt là BSL) hoặc cấp độ bảo vệ/mầm bệnh là một tập hợp các biện pháp phòng ngừa diệt khuẩn cần thiết để cô lập các tác nhân sinh học nguy hiểm trong một phòng thí nghiệm kèm theo. Các mức độ ngăn chặn từ mức an toàn sinh học thấp nhất cấp 1 (BSL-1) đến cao nhất ở cấp độ 4 (BSL-4). Tại Hoa Kỳ, Trung tâm kiểm soát và phòng ngừa dịch bệnh (CDC) đã chỉ định các cấp độ này. Trong Liên minh châu Âu, các mức an toàn sinh học tương tự được xác định trong một chỉ thị. Ở Canada, bốn cấp độ được gọi là Cấp độ ngăn chặn. Các cơ sở có các chỉ định này đôi khi cũng được đưa ra từ P1 đến P4 (đối với cấp độ mầm bệnh hoặc Bảo vệ), như trong thuật ngữ "phòng thí nghiệm P3".
Ở mức độ an toàn sinh học thấp nhất, các biện pháp phòng ngừa có thể bao gồm rửa tay thường xuyên và thiết bị bảo vệ tối thiểu. Ở cấp độ an toàn sinh học cao hơn, các biện pháp phòng ngừa có thể bao gồm hệ thống luồng không khí, nhiều phòng chứa, thùng kín, bộ quần áo áp lực dương, thiết lập các giao thức cho tất cả các quy trình, đào tạo nhân sự rộng rãi và mức độ bảo mật cao để kiểm soát truy cập vào cơ sở. Health Canada báo cáo cho đến năm 1999 trên toàn thế giới đã ghi nhận hơn 5.000 trường hợp vô tình bị nhiễm trùng trong phòng thí nghiệm và 190 trường hợp tử vong.

## Lịch sử
Nguyên mẫu đầu tiên của tủ an toàn sinh học Loại III (ngăn tối đa) được Hubert Kaempf Jr. chế tạo năm 1943, khi đó ông đang là một người lính Quân đội Hoa Kỳ, dưới sự chỉ đạo của Arnold G. Wedum, Giám đốc (1944–69) của Bộ Y tế Công nghiệp và An toàn tại Phòng thí nghiệm Chiến tranh Sinh học của Quân đội Hoa Kỳ, Trại Detrick, Maryland. Kaempf cảm thấy mệt mỏi với nhiệm vụMP của mình tại Detrick và có cơ hội chuyển sang bộ phận kim loại tấm để làm việc với nhà thầu, H.K. Ferguson Co.
Ngày 18 tháng 4 năm 1955, mười bốn đại diện đã gặp nhau tại Trại Detrick ở Frederick, Maryland. Cuộc họp nhằm chia sẻ kiến thức và kinh nghiệm liên quan đến các vấn đề an toàn sinh học, hóa học, phóng xạ và an toàn công nghiệp thường gặp trong các hoạt động tại ba phòng thí nghiệm chiến tranh sinh học (BW) chính của Quân đội Hoa Kỳ. Do tác động tiềm tàng của công việc được tiến hành tại các phòng thí nghiệm chiến tranh sinh học, các hội nghị bị hạn chế trong phạm vi bảo vệ an ninh cấp cao nhất. Bắt đầu từ năm 1957, các hội nghị này đã được lên kế hoạch, mở các phiên họp không phân loại cũng như các phiên họp đã phân loại để có thể chia sẻ rộng rãi hơn thông tin an toàn sinh học. Tuy nhiên, mãi đến năm 1964, các hội nghị mới được tổ chức trong một cơ quan chính phủ không gắn với chương trình chiến tranh sinh học.
Trong mười năm tiếp theo, các hội nghị về an toàn sinh học đã phát triển nhiều thêm, bao gồm các đại diện từ tất cả các cơ quan liên bang tài trợ hoặc tiến hành nghiên cứu với các vi sinh vật gây bệnh. Đến năm 1966, các đại diện từ các trường đại học, phòng thí nghiệm tư nhân, bệnh viện và các khu liên hợp công nghiệp bắt đầu tham gia. Trong suốt thập niên 1970, sự tham gia vào các hội nghị tiếp tục được mở rộng và đến năm 1983, các cuộc thảo luận bắt đầu liên quan đến việc thành lập một tổ chức chính thức. Hiệp hội An toàn Sinh học Hoa Kỳ (ABSA) chính thức thành lập vào năm 1984 và soạn thảo một hiến pháp và các điều luật cùng năm. Tính đến năm 2008, ABSA có khoảng 1.600 thành viên trong hiệp hội.

## Cấp độ

### An toàn sinh học cấp độ 1
Mức độ an toàn sinh học 1 (BSL-1) thích hợp cho công việc với các tác nhân có đặc tính tốt, không gây bệnh cho người khỏe mạnh. Nói chung, những tác nhân này chỉ gây ra nguy cơ tiềm ẩn ở mức tối thiểu cho nhân viên phòng thí nghiệm và môi trường. Ở cấp độ này, các biện pháp phòng ngừa được giới hạn so với các cấp độ khác. Nhân viên phòng thí nghiệm phải rửa tay khi ra vào phòng thí nghiệm. Nghiên cứu với các tác nhân này có thể được thực hiện trên băng ghế phòng thí nghiệm mở tiêu chuẩn mà không cần sử dụng thiết bị ngăn chặn đặc biệt. Tuy nhiên, việc ăn uống nói chung bị cấm trong các khu vực phòng thí nghiệm. Vật liệu có khả năng lây nhiễm phải được khử nhiễm trước khi thải bỏ, bằng cách thêm hóa chất như thuốc tẩy hoặc isopropanol hoặc bằng cách đóng gói để khử nhiễm ở nơi khác. Chỉ được yêu cầu thiết bị bảo hộ cá nhân trong những trường hợp nhân viên tiếp xúc với vật liệu nguy hiểm. Các phòng thí nghiệm BSL-1 phải có cửa có thể khóa, nhằm hạn chế việc ra vào phòng thí nghiệm. Tuy nhiên, các phòng thí nghiệm BSL-1 không cần thiết phải được cách ly khỏi tòa nhà chung.

### An toàn sinh học cấp độ 2
Ở cấp độ này, cần tuân thủ áp dụng tất cả các biện pháp phòng ngừa được sử dụng ở Cấp độ an toàn sinh học 1 và thực hiện một số biện pháp phòng ngừa bổ sung. BSL-2 khác với BSL-1 ở chỗ:
- Nhân viên phòng thí nghiệm phải được đào tạo cụ thể về xử lý các tác nhân gây bệnh và các nhà khoa học được đào tạo nâng cao hướng dẫn cẩn thận.
- Việc tiếp cận phòng thí nghiệm bị hạn chế khi công việc đang được tiến hành.
- Các biện pháp phòng ngừa đặc biệt được thực hiện với các vật dụng sắc nhọn bị nhiễm bẩn.
- Một số quy trình nhất định trong đó có thể tạo ra aerosol truyền nhiễm hoặc tạo giọt bắn trong tủ an toàn sinh học hoặc thiết bị ngăn chặn vật lý khác.[9]

### An toàn sinh học cấp độ 3

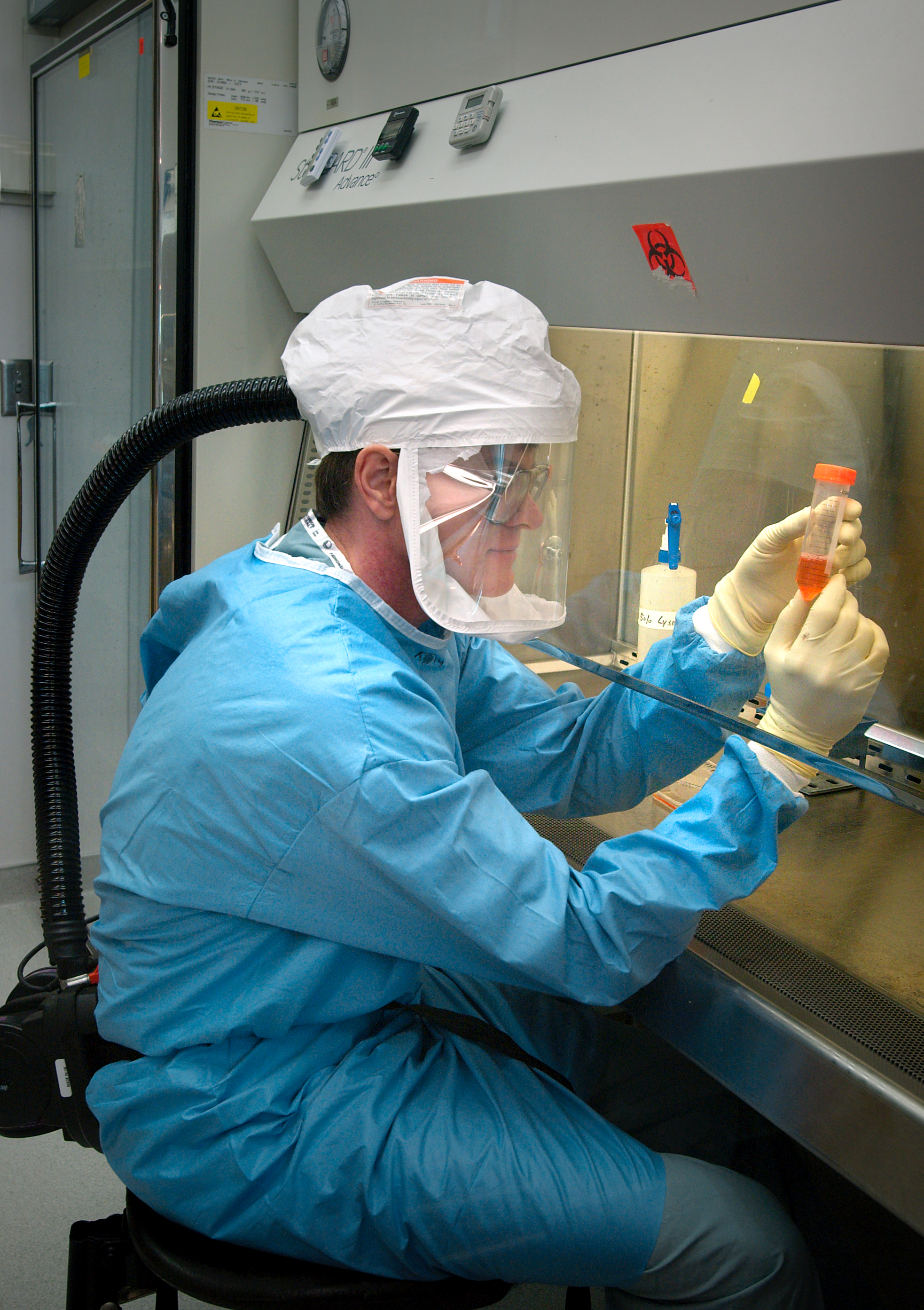
Nhà nghiên cứu tại Trung tâm Kiểm soát Dịch bệnh, Atlanta, Georgia, đang làm việc với vi rút cúm trong điều kiện an toàn sinh học cấp độ 3, với mặt nạ phòng độc bên trong tủ an toàn sinh học (BSC).

An toàn sinh học cấp độ 3 thích hợp cho công việc liên quan đến vi khuẩn có thể gây ra bệnh nghiêm trọng và có khả năng gây chết người qua đường hô hấp. Loại công việc này có thể được thực hiện trong các cơ sở lâm sàng, chẩn đoán, giảng dạy, nghiên cứu hoặc sản xuất. Tại đây, các biện pháp phòng ngừa được thực hiện trong phòng thí nghiệm BSL-1 và BSL-2 phải được tuân thủ tuyệt đối, cũng như các biện pháp bổ sung bao gồm: 
- Tất cả nhân viên phòng thí nghiệm được cung cấp dịch vụ giám sát y tế và các loại chủng ngừa liên quan (nếu có) để giảm nguy cơ nhiễm trùng ngẫu nhiên hoặc không được chú ý.[9]
- Tất cả các quy trình liên quan đến vật liệu lây nhiễm phải được thực hiện trong tủ an toàn sinh học.[9]
- Nhân viên phòng thí nghiệm phải mặc quần áo bảo hộ cứng phía trước (nghĩa là áo choàng buộc ở phía sau). Thứ này không được mang ra ngoài phòng thí nghiệm và phải được vứt bỏ hoặc khử khuẩn sau mỗi lần sử dụng.[9]
- Phải soạn thảo sổ tay hướng dẫn về an toàn sinh học dành riêng cho phòng thí nghiệm, trong đó nêu chi tiết cách phòng thí nghiệm sẽ hoạt động tuân thủ tất cả các yêu cầu an toàn.[9]

### An toàn sinh học cấp độ 4
An toàn sinh học cấp độ 4 (BSL-4) là cấp độ cao nhất của các biện pháp phòng ngừa an toàn sinh học và thích hợp để làm việc với các tác nhân có thể dễ dàng lây truyền qua đường khí dung trong phòng thí nghiệm và gây ra bệnh nặng dẫn đến tử vong ở người mà không có vắc xin hoặc phương pháp điều trị. . Các phòng thí nghiệm BSL-4 thường được thiết lập để trở thành phòng thí nghiệm tủ hoặc phòng thí nghiệm trang bị bảo hộ. Trong phòng thí nghiệm tủ, tất cả công việc phải được thực hiện trongtủ an toàn sinh học cấp III. Vật liệu lấy ra khỏi tủ phải được khử khuẩn bằng cách đi qua autoclave hoặc bể chứa chất khử trùng. Bản thân tủ được yêu cầu phải có các cạnh liền mạch để dễ dàng vệ sinh. Ngoài ra, tủ và tất cả các vật liệu bên trong phải không có cạnh sắc để giảm nguy cơ làm hỏng găng tay. Trong phòng thí nghiệm, nhân viên phải mặc đồ bảo hộ, tất cả công việc cũng phải được thực hiện trongtủ an toàn sinh học cấp II bởi nhân viên mặcbộ đồ áp suất dương. Để ra khỏi phòng thí nghiệm BSL-4, nhân viên phải đi qua phòng tắm hóa chất để khử nhiễm, sau đó là phòng tháo bộ quần áo áp suất dương, cuối cùng là phòng tắm cá nhân. Việc ra vào phòng thí nghiệm BSL-4 bị hạn chế, đối với các cá nhân được đào tạo và có ủy quyền, và tất cả những người ra vào phòng thí nghiệm phải ghi lại lịch trình di chuyển.

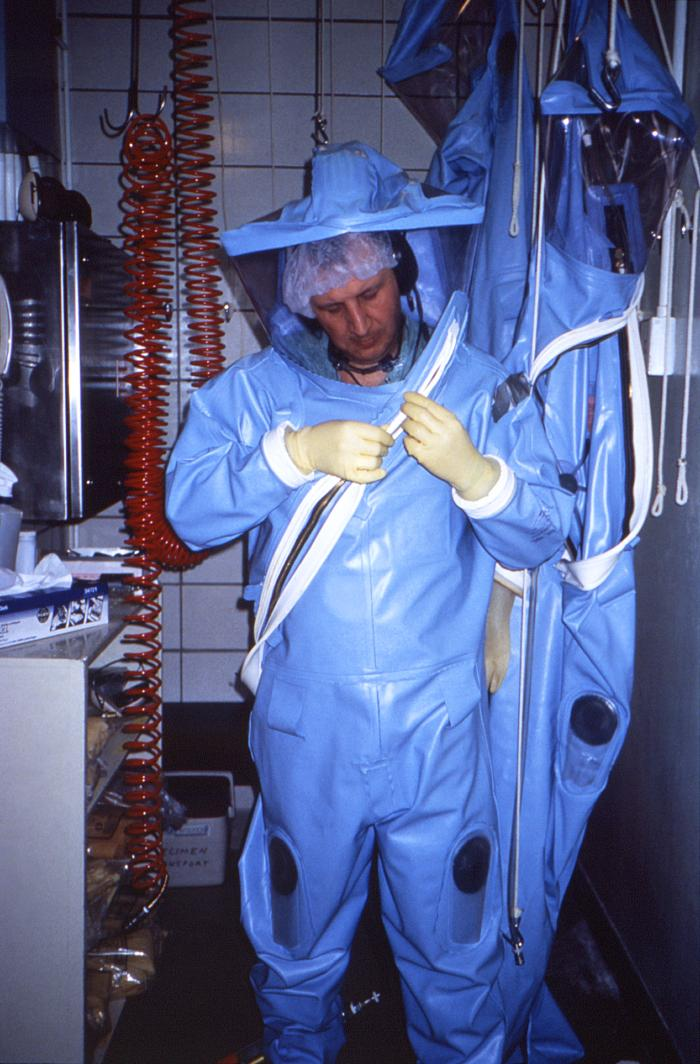
Kỹ thuật viên CDC mặc một bộ quần áo áp suất dương kiểu cũ, trước khi bước vào một trong những phòng thí nghiệm BSL-4 trước đó của CDC.

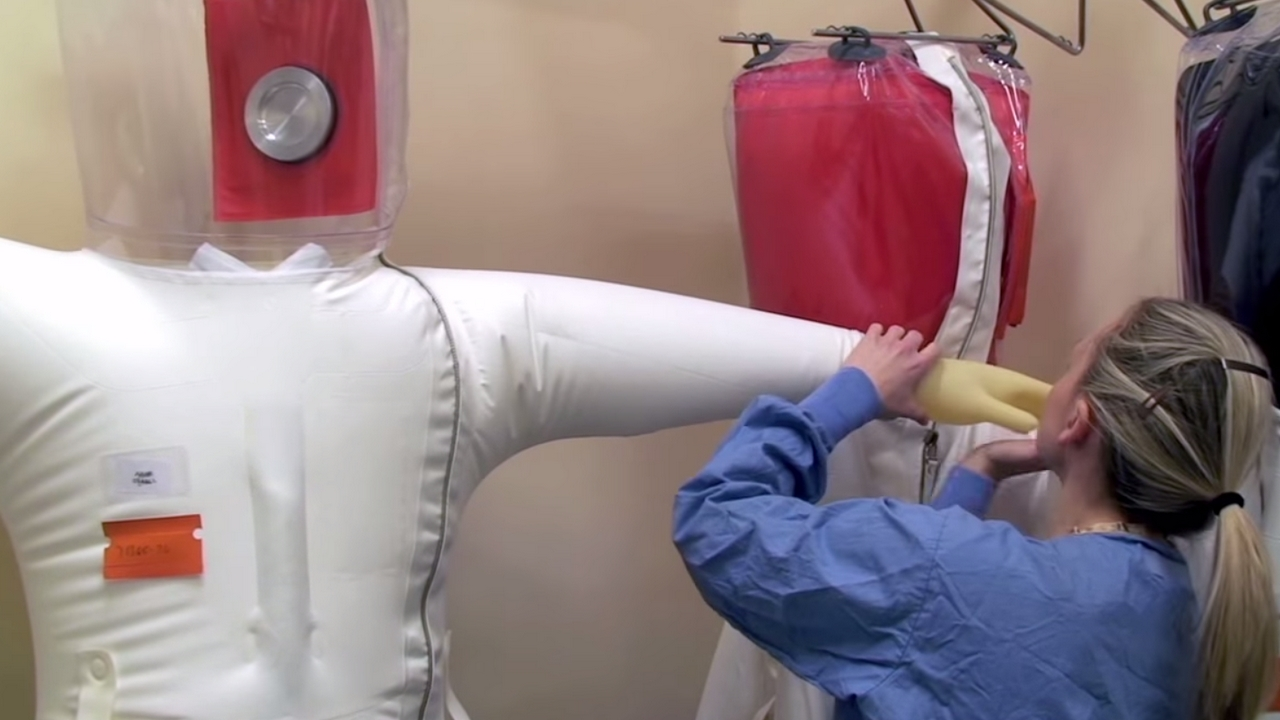
Thường xuyên kiểm tra bộ quần áo áp suất dương để xác định vị trí rò rỉ
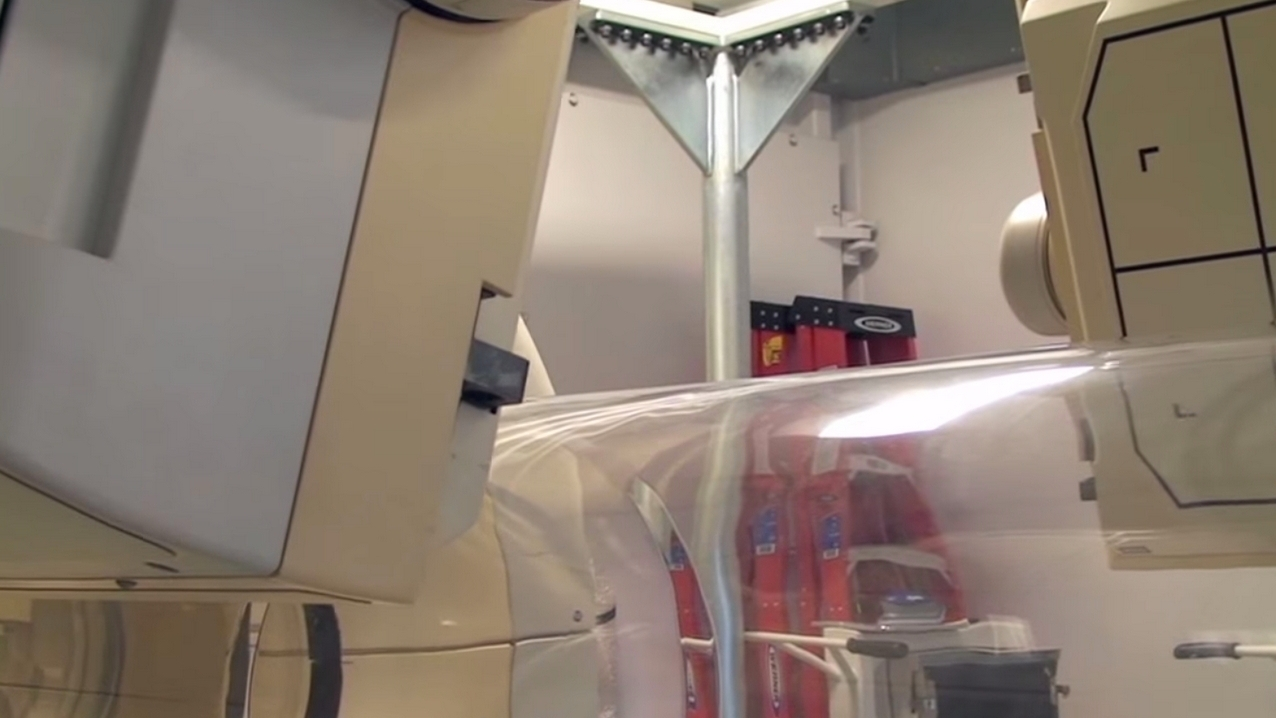
Máy SPECT tại cơ sở hình ảnh BSL-4 giúp tách đối tượng mang mầm bệnh ra khỏi máy.
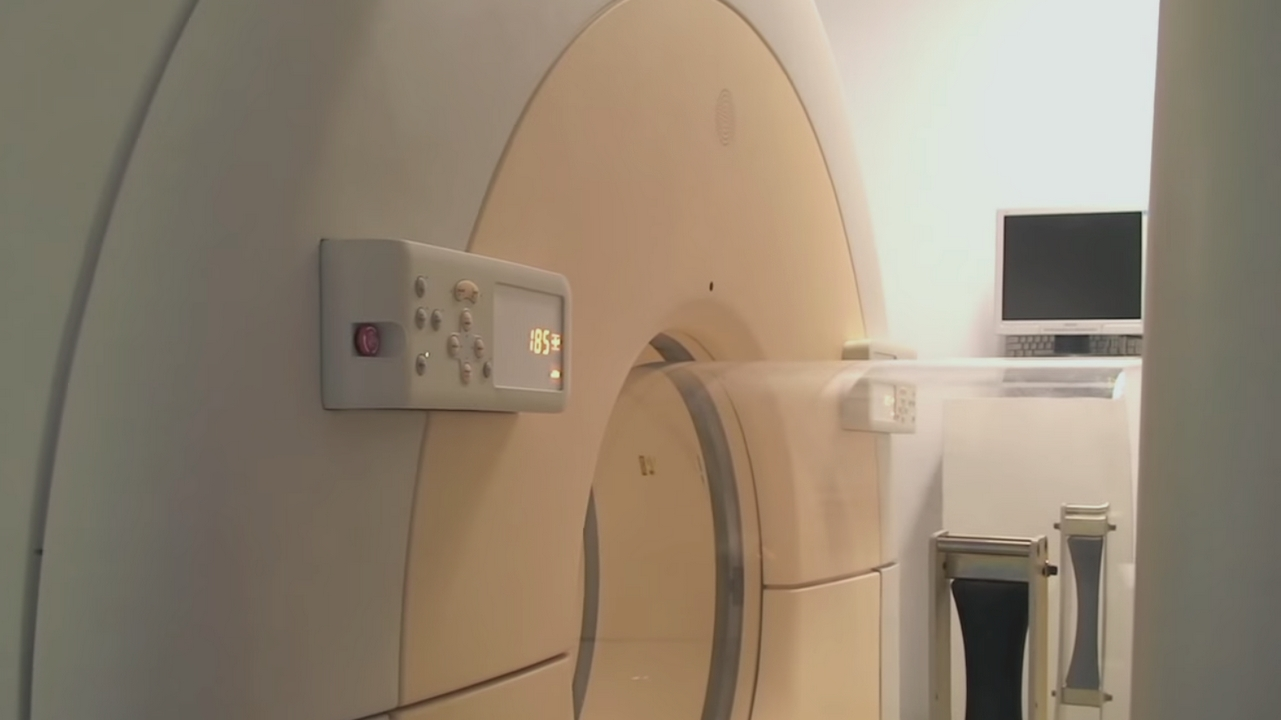
Ống ngăn có hình tròn, ngăn cách giữa bàn bệnh nhân ở vùng "nóng" (có mầm bệnh) với vùng "lạnh" xung quanh máy MRI.
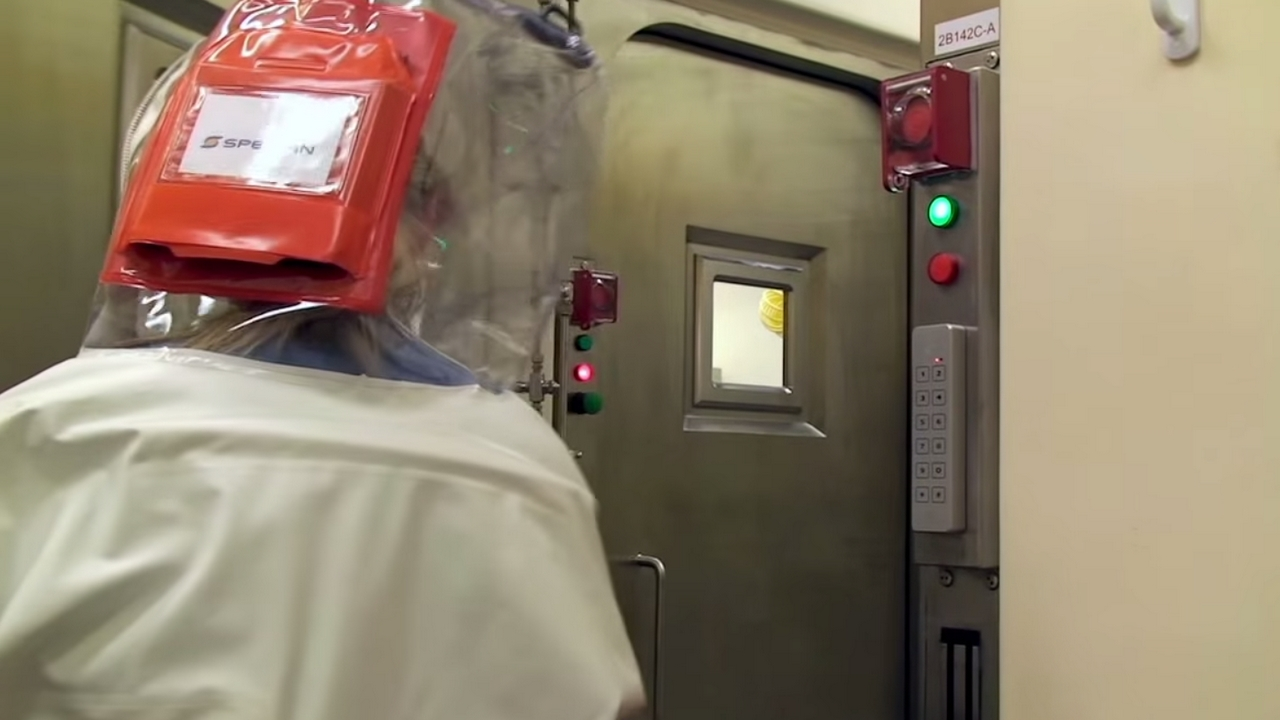
Cửa chịu áp suất không khí (APR) để ngăn cách vùng nóng và vùng lạnh
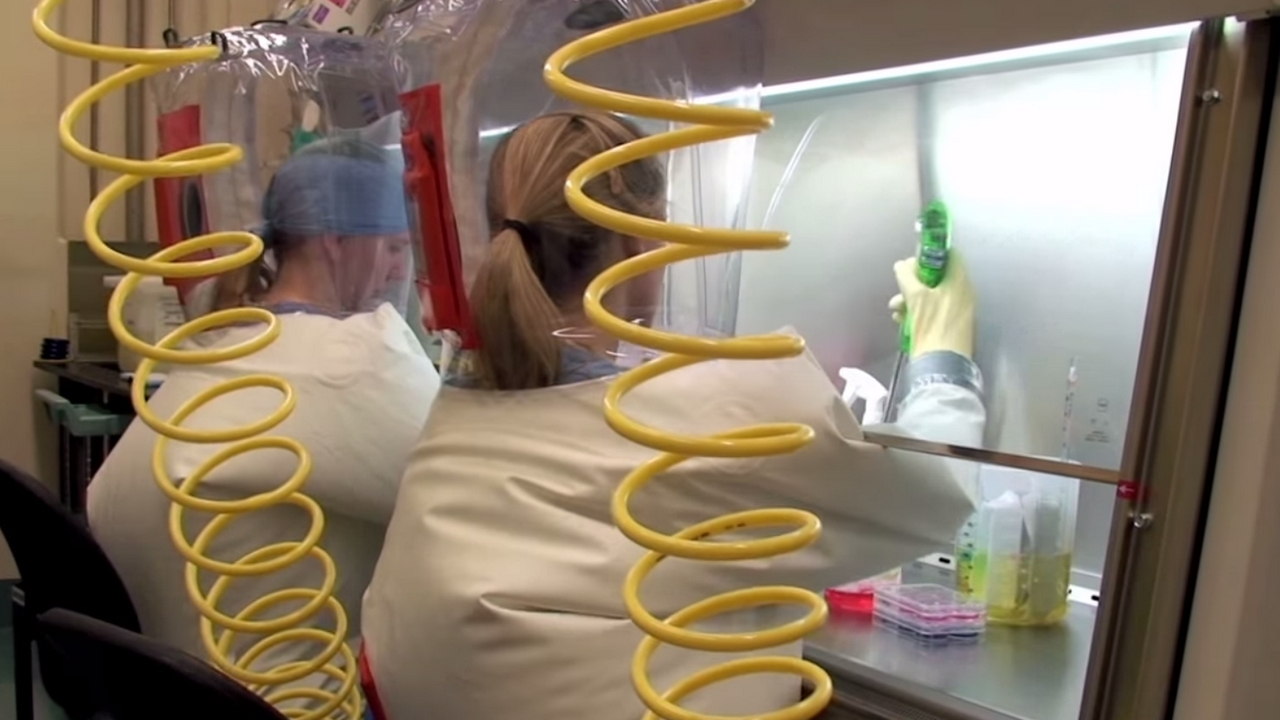
Làm việc bên trong phòng thí nghiệm BSL-4 với các ống khí cung cấp áp suất không khí dương.
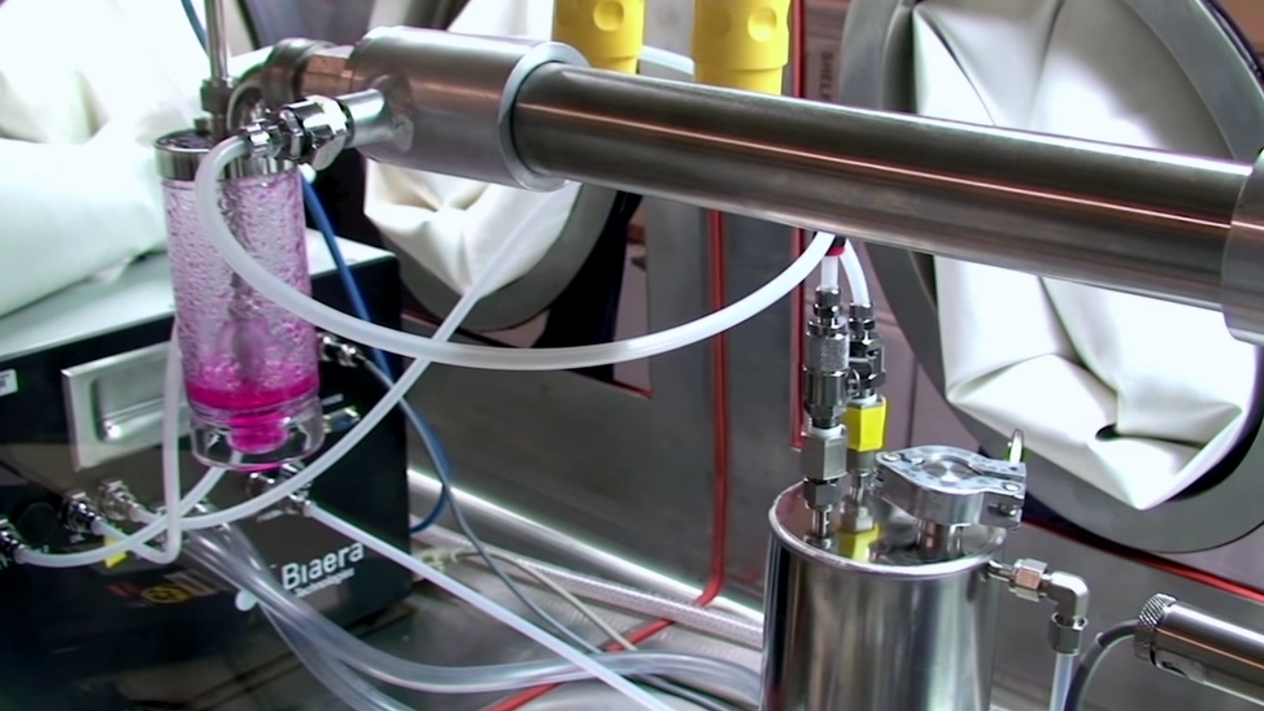
Bên trong tủ an toàn sinh học Cấp độ III với bệ kiểm soát khí dung
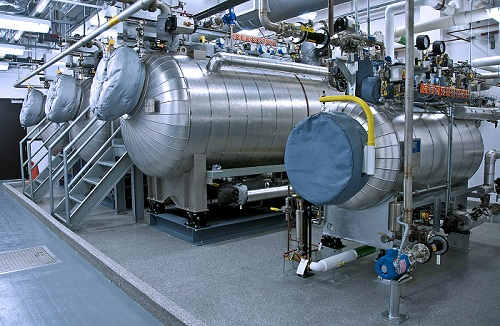
Hệ thống khử nước thải của phòng thí nghiệm BSL-4 của NIAID

## Mối quan tâm về an toàn
Một nghiên cứu của Hiệp hội Kiểm soát Muỗi & Vectơ Bắc Carolina (NCMVCA) đã nhấn mạnh những lo ngại về độ an toàn. Tại Hoa Kỳ, các phòng thí nghiệm có thể được liên bang, tiểu bang, tư nhân, tổ chức phi lợi nhuận hoặc học viện tài trợ. Khoản này chiếm khoảng 72% kinh phí.
Các phòng thí nghiệm có chính sách ngăn chặn tuyệt đối sẽ được đăng ký với Trung tâm Kiểm soát và Phòng ngừa Dịch bệnh (CDC) và Chương trình Tác nhân Chọn lọc của Bộ Nông nghiệp Hoa Kỳ (USDA), phải tuân thủ tuyệt đối các tiêu chuẩn của Bộ Quốc phòng. Vì CDC hoặc USDA hoặc một cơ quan liên bang khác (tùy thuộc vào tác nhân gây bệnh mà họ xử lý) quản lý phòng thí nghiệm BSL3 và 4 ở Hoa Kỳ, nên không có cơ quan liên bang nào chịu trách nhiệm điều chỉnh hoặc theo dõi số lượng các phòng thí nghiệm này. Các phòng thí nghiệm có khả năng kiểm soát cao của Hoa Kỳ xử lý các mầm bệnh được tuyên bố là "tác nhân chọn lọc" phải được CDC hoặc USDA kiểm tra định kỳ, tuân thủ các tiêu chuẩn nhất định và duy trì giáo dục liên tục về các chính sách bảo mật sinh học và an toàn sinh học theo quy định của pháp luật.